# Emauzy

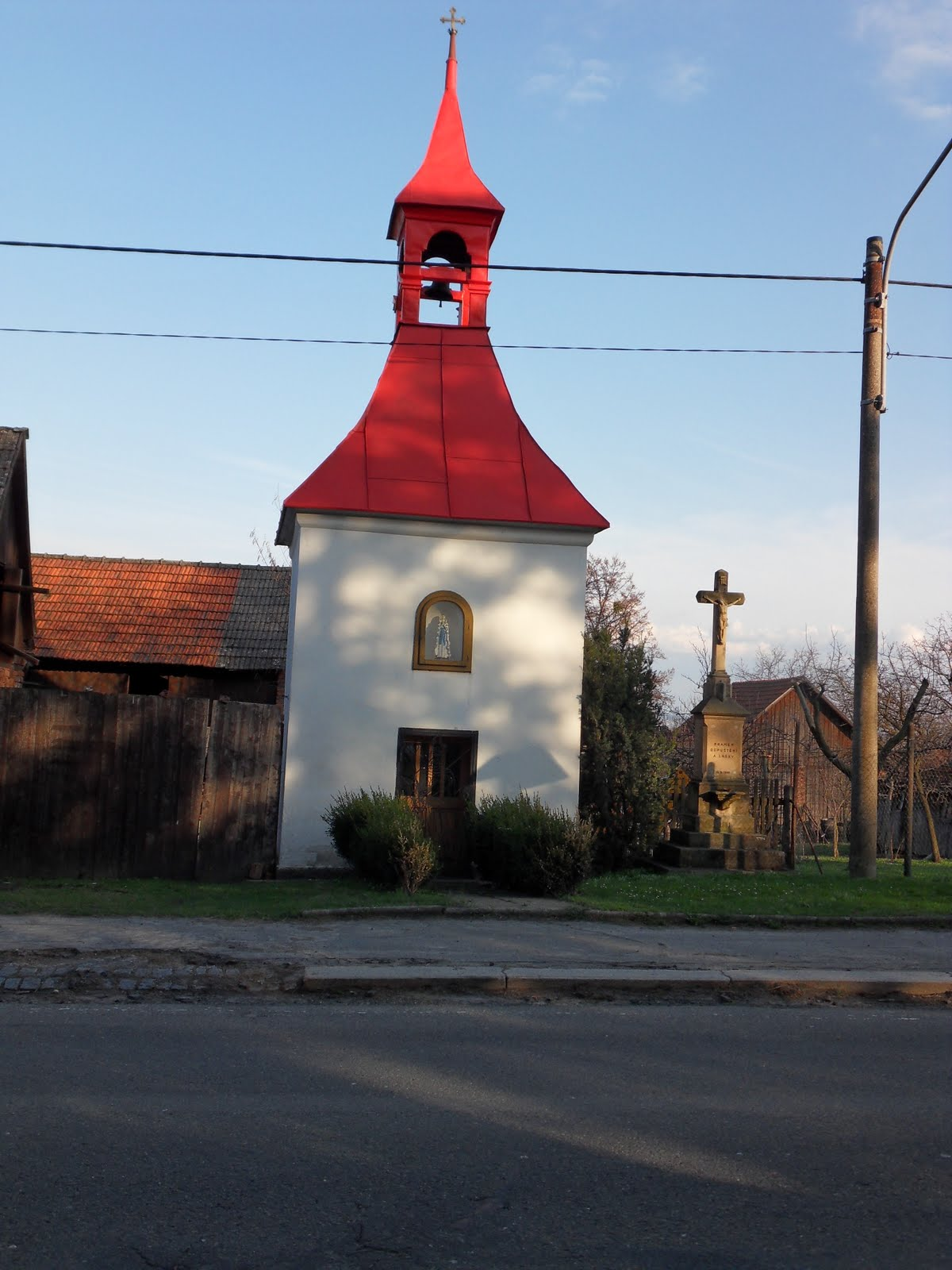
Kapelle des hl. Florian

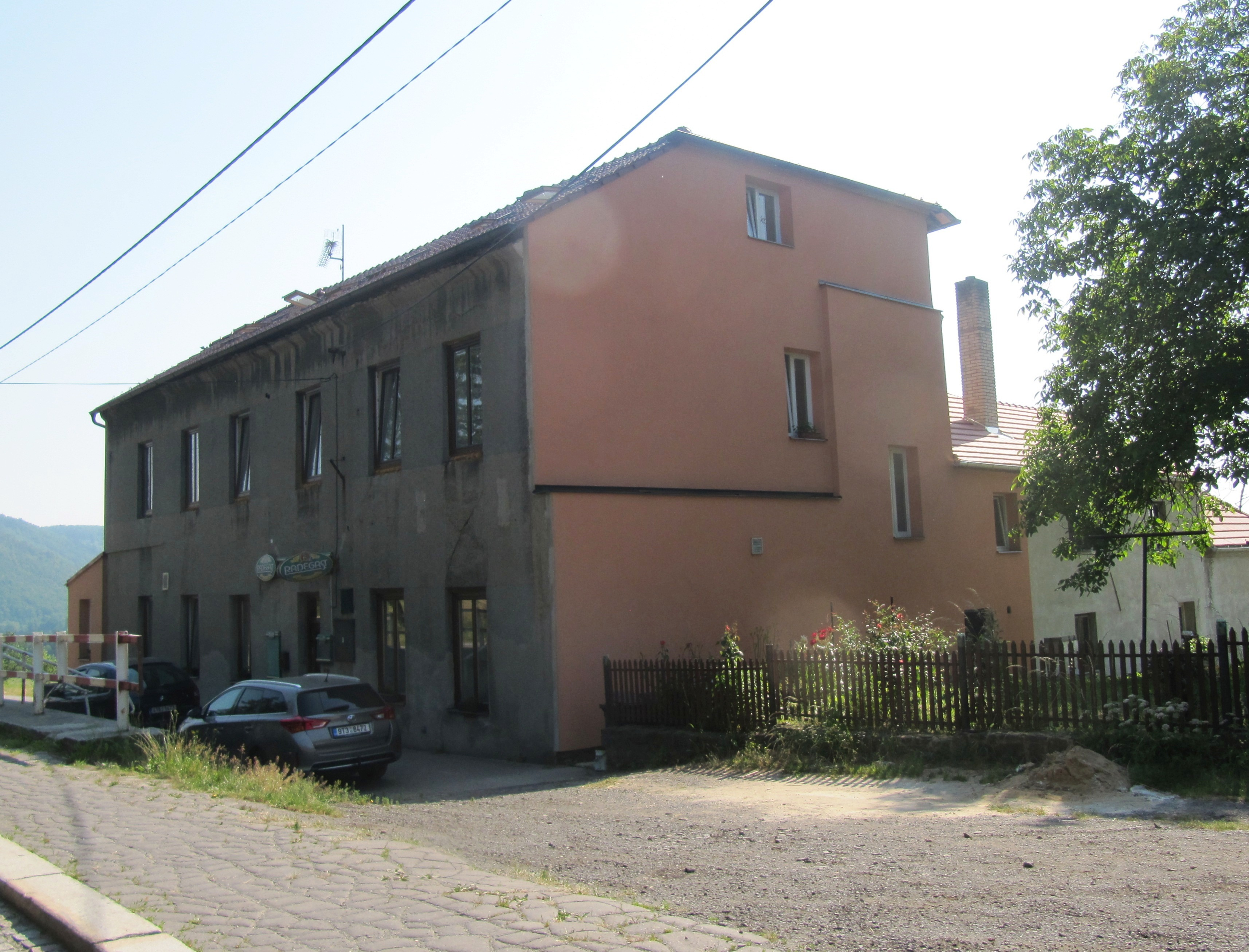
Wirtshaus

Emauzy (deutsch Emaus) ist ein Ortsteil der Gemeinde Vražné in Tschechien. Er liegt 3 km südlich von Odry und gehört zum Okres Nový Jičín.

## Geographie
Emauzy befindet sich unterhalb der Oderberge über dem Eisernen Tor am Übergang zur Mährischen Pforte und zum Kuhländchen. Durch das Dorf führt die Staatsstraße I/47 zwischen Hranice und Odry. Südlich verläuft die Autobahn D 1. Im Nordwesten erhebt sich der Veselský kopec (Wessiedelberg, 557 m n.m.), nordöstlich der Pohoř (Pohorschberg, 480 m n.m.). Südöstlich des Dorfes liegt der 3 ha große Teich Pod Emauzy. Gegen Nordwesten erstreckt sich der Naturpark Oderské vrchy.
Nachbarorte sind Nad Rybníky, Nový Svět und Odry im Norden, Pohoř im Nordosten, U Čurdy und Mankovice im Osten, Vražné im Südosten, Hynčice im Süden, Bělotín und Nejdek im Südwesten, Veselí im Westen sowie Dobešov und Dvořisko im Nordwesten.

## Geschichte
Im Jahre 1765 beabsichtigte der Besitzer der schlesischen Herrschaft Odrau, Johann Karl Lichnowsky von Woschütz, an der Straße von Odrau nach Mährisch Weißkirchen eine Schankwirtschaft und Kolonie anzulegen. Das Vorhaben wurde jedoch wegen des Protests einiger Odrauer Bürger zunächst ausgesetzt. Am 12. Januar 1786 erfolgte schließlich die Ortsgründung, den Namen der Kolonie wählte Lichnowskys Ehefrau, Carolina, geb. Reichsgräfin von Althann, aus. In der Jahresmitte 1787 bestand Emaus bereits aus 20 Häusern. Die neue Kolonie wurde der Ortsgemeinde Klein Petersdorf (Horní Vražné) zugeordnet, gepfarrt war sie nach Groß Petersdorf (Dolní Vražné) in Mähren. Im Jahre 1805 errichteten die Bewohner der Kolonie eine Kapelle. 1843 erfolgte durch die Stadt Odrau der Ausbau der Straße nach Emaus auf die Normbreite von vier Klaftern. Im 19. Jahrhundert wuchs Emaus auf 22 Häuser an, eines davon stand jenseits der schlesisch-mährischen Grenze auf mährischem Gebiet.
Nach der Aufhebung der Patrimonialherrschaften bildete Emaus ab 1850 einen Ortsteil der Gemeinde Heinzendorf im Gerichtsbezirk Odrau. 1852 lebten in Emaus 150 Personen. Wenig später wurde Emaus nach Klein Petersdorf umgemeindet. Ab 1868 gehörte der Ort zum Bezirk Troppau. 1873 hatte das Dorf 114 Einwohner, die fast alle der deutschsprachigen Volksgruppe angehörten. Nach dem Münchner Abkommen wurde Emaus 1938 dem Deutschen Reich zugeschlagen und gehörte zunächst zum Landkreis Troppau. 1939 wurde das Dorf dem Landkreis Neu Titschein zugeteilt. 1943 erfolgte der Zusammenschluss der Gemeinden Groß Petersdorf, Heinzendorf und Klein Petersdorf (mit Emaus) zu einer Gemeinde Heinzendorf. Nach dem Ende des Zweiten Weltkrieges kam Emaus zur Tschechoslowakei zurück; der Gemeindezusammenschluss wurde wieder aufgehoben. Die deutschsprachige Bevölkerung wurde zwischen 1945 und 1946 größtenteils vertrieben. Im Jahre 1953 wurden die Gemeinden Hynčice, Dolní Vražné und Horní Vražné (mit Emauzy) zur Gemeinde Vražné zusammengeschlossen. Zwischen 1979 und 1994 war das Dorf nach Odry eingemeindet. Beim Zensus von 1991 lebten 58 Personen in Emauzy, 2011 waren es 51.

## Ortsgliederung
Der Ortsteil Emauzy ist Teil des Katastralbezirkes Vražné u Oder.

## Sehenswürdigkeiten
- Kapelle des hl. Florian, errichtet 1805, sie wurde 1998 saniert und neu geweiht.
- Sandsteinkreuz neben der Kapelle